# Nicaraguas damlandslag i volleyboll
Nicaraguas damlandslag i volleyboll representerar Nicaragua i volleyboll på damsidan. Laget har deltagit i nordamerikanska mästerskapet två gånger (1987 och 2017), panamerikanska cupen en gång (2022) samt vid centralamerikanska och karibiska spelen vid flera tillfällen.

### Fotnoter
1. 1 2 3 4 5 6 7 8 9 10 11 12 13 14 15 16 17 18 19 20 21  ”PALMARES CAMPEONATOS CENTROAMERICANOS MAYORES FEMENINOS” (på spanska). AFECAVOL. https://www.afecavol.org/media/933860/palmares-mayor-femenino.pdf. Läst 21 oktober 2023.
2. ↑  ”2022 Women’s Pan American Cup in Hermosillo, Mexico” (på engelska). North, Central America and Caribbean Volleyball Confederation. https://www.norceca.net/2022%20Events/XIX%20Women%20Pan-American%20Cup/Bulletins%20WSPAN22/Stats-WSPAN22.pdf. Läst 14 mars 2023.
3. ↑  Senaste tillfället då någon kontrollerade att de inmatade tabelluppgifterna stämmer. Uppgifter kan ha matats in senare utan att kontrolleras av någon annan